# Monarca del paradís oriental
El monarca del paradís oriental (Terpsiphone affinis) és un ocell de la família dels monàrquids (Monarchidae).

## Hàbitat i distribució
Habita boscos, manglars i conreus des de l'est de Nepal i nord-est de l'Índia fins a la Xina meridional, Indoxina, la Península Malaia i les illes Grans de la Sonda.

## Taxonomia
Antany es considerava que les diferents subespècies de Terpsiphone affinis eren part de Terpsiphone paradisi, però han estat considerades una espècie diferent arran estudis recents.